# Innbygda
Innbygda è un villaggio della Norvegia, situato nella municipalità di Trysil, nella contea di Innlandet.